# St. Vincent (piosenkarka)
St. Vincent, właśc. Annie Clark (ur. 28 września 1982 w Tulsie) – amerykańska multiinstrumentalistka, piosenkarka, kompozytorka i autorka tekstów, była członkinią zespołu The Polyphonic Spree oraz koncertującym muzykiem w ramach tournée awangardo-folkowego artysty Sufjana Stevensa.
Annie Clark (jako Annie Clark lub St. Vincent) występowała jako support m.in. na koncertach The National, Television, Arcade Fire, Briertone, Andrew Bird, Jolie Holland, John Vanderslice, Midlake, Tracy + the Plastics, Tuck & Patti, Xiu Xiu, Death Cab for Cutie oraz Cristina Donà. Obecnie mieszka na Brooklynie.

## Życiorys
Annie Clark urodziła się w mieście Tulsa w stanie Oklahoma. Zaczęła grać na gitarze w wieku dwunastu lat, a jako nastolatka, krzątała się jako pomoc techniczna podczas tournée koncertowych duetu jazzowego Tuck & Patti, grupy jej wujka, znakomitego gitarzysty.
Wychowała się w Dallas i uczęszczała tamże do liceum, Lake Highlands High School, uzyskując „maturę” amerykańską w 2001.
Następnie studiowała w bostońskiej uczelni muzycznej Berklee College of Music, jednak nie ukończyła studiów przerywając je po trzech latach. W Bostonie poznała wielu nowoczesnych muzyków. Tam dołączyła do składu grupy The Polyphonic Spree.
W 2003, jeszcze podczas studiów na Berklee, wydała z innymi studentami minialbum pt. Ratsliveonnoevilstar.
W 2006 zauważona przez przedstawiciela biznesu muzycznego podczas koncertu dostała ofertę koncertowania jako multiinstrumentalistka w ramach tournée Sufjana Stevensa. W tym czasie wydała i sprzedawała po występach z zespołem Stevensa drugi minialbum pt. Paris Is Burning, który zawiera trzy utwory, w tym przeróbkę kompozycji Jacksona Browne’a pt. „These Days”.
10 lipca 2007 jako Clark wydała debiutancki album Marry Me przez wytwórnię Beggars Banquet Records. Jest to aluzja do cytatu z kultowego serialu telewizyjnego Bogaci bankruci, a płyta zawiera gościnne występy perkusisty Briana Teasleya (Man or Astro-man?, The Polyphonic Spree), Mike’a Garsona (wieloletniego pianisty Dawida Bowiego), oraz trębacza Louisa Schwadrona (The Polyphonic Spree).
W 2008 Annie Clark otrzymała trzy nominacje do nagród PLUG Independent Music Awards w kategoriach: New Artist of the Year, Female Artist of the Year oraz Music Video of the Year. 6 marca 2008 wygrała Female Artist of the Year.
Drugi album pt. Actor nagrany dla wytwórni 4AD został wydany 5 maja 2009. Annie Clark skomponowała go w całości, także udzieliła się jako producent muzyczny pospołu z Johnem Congletonem z zespołu The Paper Chase.
25 lutego 2014 wydała album pt. St. Vincent, który został bardzo dobrze przyjęty przez krytyków, zajmując 4. miejsce w rankingu rocznym portalu Metacritic.

## Dyskografia

### Albumy
- Marry Me (2007)
- Actor (2009)
- Strange Mercy (2011)
- Love This Giant (2012, z Davidem Byrne’em)
- St. Vincent (2014)
- MASSEDUCTION (2017)
- MassEducation (2018)
- Daddy’s Home (2021)

### Minialbumy (EP)
- Ratsliveonnoevilstar (2003)
- Paris Is Burning (2006)

### Single
- Now, Now / Marry Me (2007)
- Jesus Saves, I Spend / Marry Me (2007)
- Actor Out of Work / Actor (2009)
- Marrow / Actor (2009)
- Surgeon / Strange Mercy (2011)
- Cheerleader / Strange Mercy (2012)
- Who / Love This Giant (2012)
- I Should Watch TV / Love This Giant (2012)
- Birth In Reverse / St. Vincent (2013)
- Prince Johny / St. Vincent (2013)
- Digital Witness / St. Vincent (2013)
- Birth In Reverse / St. Vincent (2013)
- Pieta / St. Vincent (Deluxe Edition) (2015)
- Bad Believer / St. Vincent (Deluxe Edition) (2015)
- Teenage Talk (2015)
- New York / MASSEDUCTION (2017)
- Los Ageless / MASSEDUCTION (2017)
- Pills / MASSEDUCTION (2017)

### Wideoklipy
- „Jesus Saves, I Spend” (Październik 2007), reżyseria: Andy Bruntel oraz Bucky Fukumoto
- „Actor Out of Work” (Kwiecień 2009), reżyseria: Ian Kibbey oraz Corey Casey
- „Marrow" (2009)
- „Cruel” (2011)
- „Cheerleader” (Luty 2012), reżyseria: Hiro Murai
- „Digital Witness” (Styczeń 2014), reżyseria: Chino Moya
- „New York” (Sierpień 2017), reżyseria: Alex Da Corte
- „Los Ageless” (Październik 2017), reżyseria: Willo Perron
- „Pills” (Listopad 2017), reżyseria: Philippa Price

### Występy gościnne
- (2008) „What’s the Use of Wond'rin'?” w albumie Amandy Palmer pt. Who Killed Amanda Palmer
- (2020) „Chalk Tablet Towers" w albumie Gorillaz pt. Song Machine, Season One: Strange Timez
- (2024) „Pain for Fun" w albumie WILLOW pt. „Empathogen"